# Mammut radar
Mammut var en tysk militærradar, der blev anvendt under 2. Verdenskrig, også i Danmark. 
Radaren fandtes i forskellige versioner: FuMG 41/42 blev benyttet af Luftwaffe og FMO51/52 Seetakt af Kriegsmarine. Apparatet blev produceret af Gema. Det var egentlig en større udgave af Freya-radaren, hvor man havde koblet 8 eller 6 antenner sammen. 
Rækkevidden var omkring 325 km og benyttede frekvensområdet 120 – 150 MHz, med en effekt på 20 kW. Antennen var 30 × 16 meter for Luftwaffes apparat og 20 × 14 meter for Kriegsmarines version. Radarstrålen kunne drejes 60° til hver side. Dette skete elektronisk (antennen bevæges ikke), og den var derfor verdens første Phased-Array-Radar. Det er det samme princip, der benyttes på f.eks. radaren,  der nu er opstillet på Thule Air Base, og som anvendes på flere moderne krigsskibe.
Mammut-radarer var opstillet i Danmark ved Blåvand (Büffel) og ved Hamborg nær Hanstholm og Rømø (Robbe Nord).